# Нейроны пространственного зрения
Нейроны пространственного зрения (англ. spatial view cells) — нейроны, содержащиеся в гиппокампе приматов и возбуждающиеся, когда животное смотрит на определенную часть окружающей среды. Эти нейроны имеют схожие функции с нейронами места и нейронами направления головы.
Нейроны пространственного зрения отличаются от нейронов места, так как они не локализованы в пространстве. Они также отличаются от нейронов направления головы, так как не отвечают за глобальную ориентацию, а только за направлению в сторону конкретного объекта. Нейроны пространственного зрения активизируются в гиппокампе при наблюдении определённого места. Эти клетки выявлены в гиппокампе при отслеживании отдельных нейронов во время перемещении испытуемого в контролируемой пространственной среде. Нейроны пространственного зрения активизировались, когда обезьяна смотрела в определенную точку пространства; при этом связи с положением головы или положением обезьяны не обнаружено. Другим подтверждением наличия нейронов пространственного зрения стали их минимальная активизация при случайных направления, не дававших соответствующего стимула.